# Wassermühle bei einem Bauernhof
Das Gemälde Wassermühle bei einem Bauernhof (niederländisch Watermolen bij een boerenwoning met rietdak, im Ruisdael-Werkverzeichnis von Seymour Slive trägt es den Titel englisch Thatch-Roofed House with a Water Mill) ist ein Landschaftsbild des niederländischen Malers Jacob Isaacksz. van Ruisdael, das etwa 1660 entstanden ist. Es kam 1958 mit der Übernahme der Kunstsammlung des Industriellen Daniël George van Beuningens in den Bestand des Museums Boijmans Van Beuningen in Rotterdam.

## Hintergrund und Beschreibung
Das Bild hat das Format 37,6 × 44 cm und ist in der Technik Öl auf Leinwand ausgeführt. Signiert ist es unten links mit JvR.
Wassermühlen zählten, ebenso wie Windmühlen, zu den häufig dargestellten Motiven von Jacob van Ruisdael. Auf einer Reise in die Grafschaft Bentheim, im westlichen Deutschland, hatte er zahlreiche solcher Mühlen gesehen und diese als Motive für seine Gemälde ausgewählt. Die dargestellte Mühle besitzt ein unterschlächtiges hölzernes Mühlrad, dessen Welle auf einem Holzblock gelagert ist. Im Wasser sind zwei Männer gerade dabei Reetgras zu schneiden. Aus der Tür des Gebäudes schaut eine Frau heraus. Am linken Bildrand ist eine hügelige Landschaft sichtbar. Welche reale Mühle Ruisdael dabei als Inspiration oder Vorbild diente, ist nicht bekannt. Es wird vermutet, dass es sich entweder um eine Mühle in Haaksbergen oder eine der Mühlen des Landguts Singraven im Dinkelland handeln könne, die im Jahr 1651 durch den Grafen von Bentheim an die Niederlande verkauft wurden und damals zu den bekanntesten Wassermühlen von Twente gehörten. Das mit Reet gedeckte Haus ist in keinem guten Zustand, die Bretterverschalung zum Schutz gegen die durch das Mühlrad erzeugte Feuchtigkeit ist schadhaft, auch das Dach ist nicht sorgfältig gearbeitet. Im hinteren Teil des Gebäudes ist die aus Ziegelmauerwerk ausgeführte Wand mit jungen Birken und anderen Pflanzen bewachsen. Besondere Sorgfalt verwandte der Maler darauf, die Landschaft mit ihren knorrigen Bäumen, als auch das Unterwasser der Mühle möglichst realistisch darzustellen. Das bemerkte auch der romantische englische Landschaftsmaler John Constable, der das Bild bei dem Londoner Kunsthändler John Smith sah und der später den ersten Ruisdael-Werkkatalog herausgab. Constable schätzte es sehr und beschrieb es in einem Brief von 1826 an seinen Freund John Fisher, dem Bischof von Salisbury:

“I have seen an effecting picture […] by Ruisdael. It haunts my mind and clings to my heart – and has stood between me & you […]. It is a watermill, not unlike ‘Pernes Mill’ – a man & boy are cutting rushes in the runnig stream […] – the whole so true clear & fresh – & as brisk as champagne […] – & showed Ruisdaels compass of mind in landscape.”

„Ich habe ein bewegendes Bild von Ruisdael gesehen. Es bleibt mir im Gedächtnis, rührt mein Herz und steht zwischen Ihnen und mir. Es ist eine Wassermühle, ähnlich wie die von Perne. Ein Mann und ein Junge schneiden Binsen am Mühlbach. Das Ganze ist wirklich so klar und frisch wie eine Brise in der Champagne und zeigt, in welche geistige Richtung Ruisdaels Landschaften weisen.“

Perne’s Mill ist ein Gemälde von Constable aus dem Jahr 1823. Es befindet sich im Fitzwilliam Museum, Cambridge.

## Provenienz
Zur Provenienz des Bildes ist nicht viel überliefert. So soll es im Januar 1920 bei dem Kunsthändler Jacques Goudstikker in Amsterdam aufgetaucht sein, 1949 kam es zu dem Industriellen und Kunstsammler Daniël George van Beuningen (1877–1955) aus Rotterdam/Vierhouten, dessen Nachlass 1958 an das Museum Boijmans Van Beuningen in Rotterdam ging.

## Ähnliche Werke mit Wassermühlen

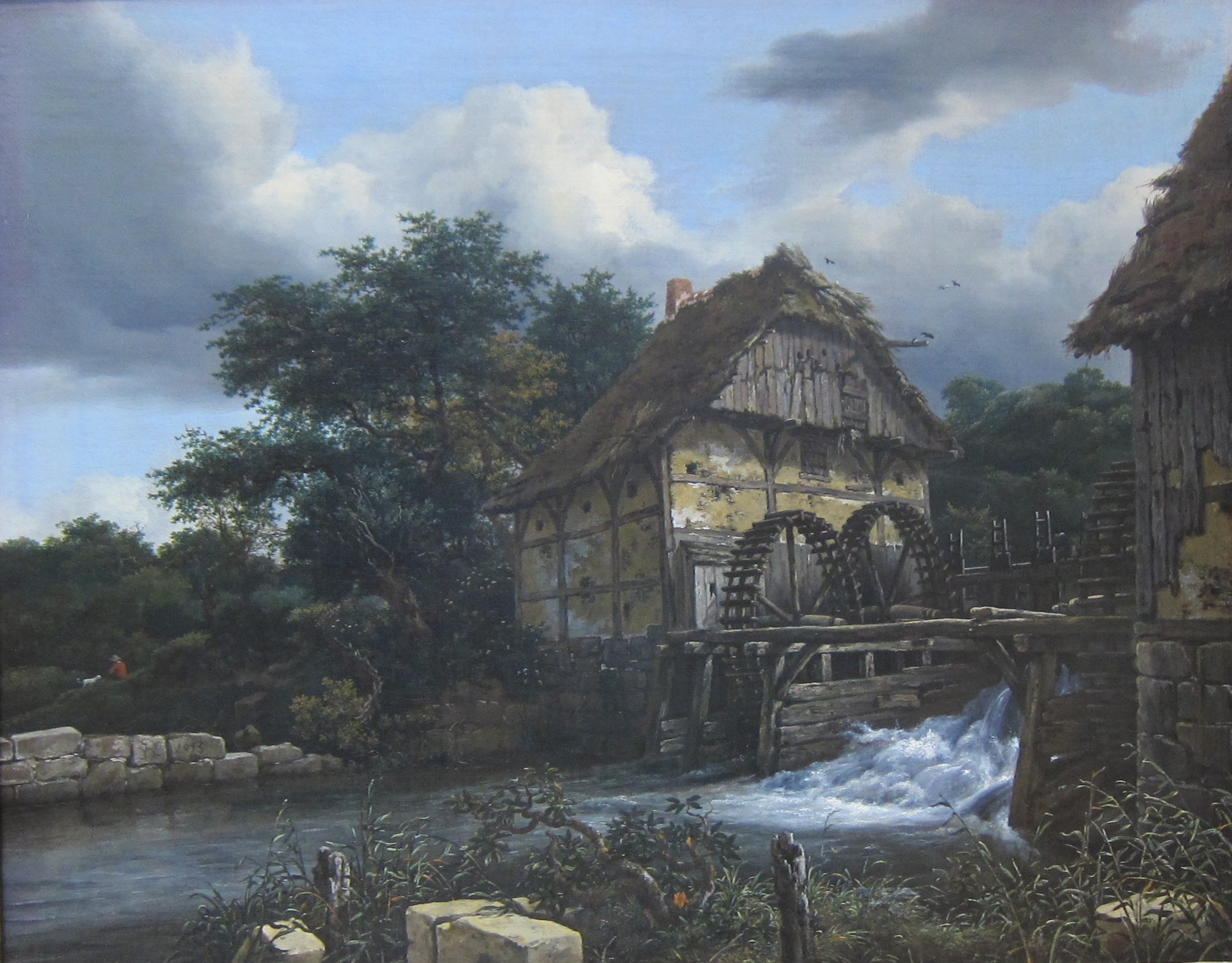
2 Wassermühlen
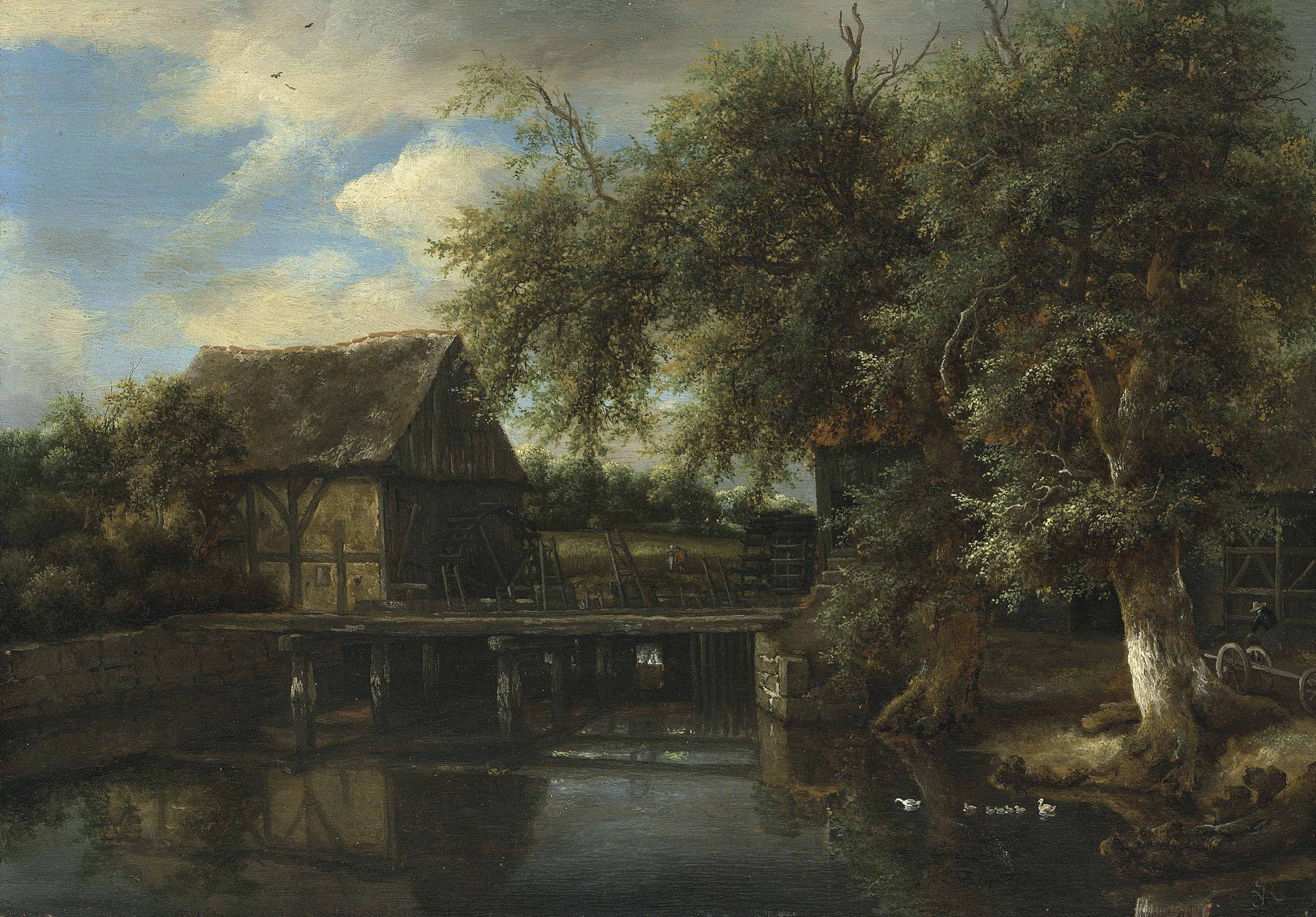
Rückseite
2 Wassermühlen
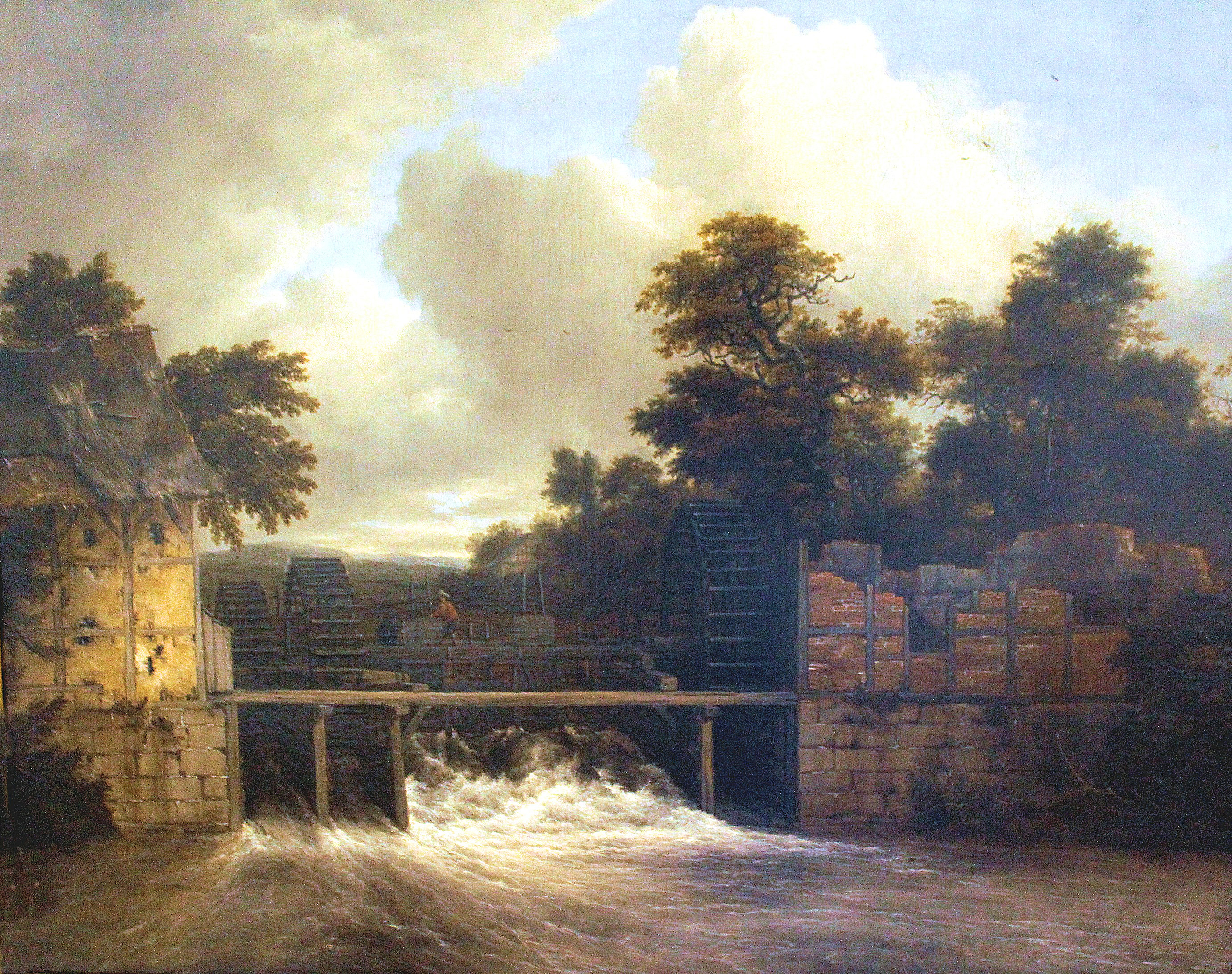
Andere Perspektive

## Ausstellungen
- Januar/Februar 1920: Kopenhagen
- 19. Juni bis 25. September 1955: Kunstschatten uit Nederlandse verzamelingen. Museum Boymans, Rotterdam
- 7. Januar bis 28. Mai 2007: Meesters en molens. Van Rembrandt tot Mondriaan. Noordbrabants Museum, ’s-Hertogenbosch; Museum Bredius, ’s-Gravenhage; Drents Museum, Assen[7]

## Weblink
- Water mill near a farm, c. 1660. auf der Internetseite des Museum Boijmans van Beuningen, Rotterdam (die niederländische Beschreibung auf der Seite ist umfangreicher als die englische)